# Brian Calderara
Brian Alejandro Calderara (Crespo, Argentina; 30 de septiembre de 1998) es un futbolista argentino. Juega de defensa y su equipo actual es el Newell's Old Boys de la Primera División de Argentina.

## Trayectoria
Formado en las inferiores del Newell's Old Boys proveniente del Cultural de Crespo, fue promovido al primer equipo en 2020.
El 17 de febrero de 2021, Calderara fue cedido al Atlético Rafaela en la Primera B Nacional.
El 12 de enero de 2022, fue prestado al Barracas Central. Debutó en su nuevo equipo el 16 de febrero ante Lanús por la Copa de la Liga. El préstamo de Calderara se extendió la siguiente temporada.

## Estadísticas
Actualizado al último partido disputado el 13 de febrero de 2023.
| Club                       | Div.          | Temporada     | Liga  | Liga  | Copas nacionales | Copas nacionales | Copas internacionales | Copas internacionales | Total | Total |
| Club                       | Div.          | Temporada     | Part. | Goles | Part.            | Goles            | Part.                 | Goles                 | Part. | Goles |
| -------------------------- | ------------- | ------------- | ----- | ----- | ---------------- | ---------------- | --------------------- | --------------------- | ----- | ----- |
| Atlético Rafaela Argentina | 2.ª           | 2021          | 20    | 0     | 1                | 0                | —                     | —                     | 21    | 0     |
| Atlético Rafaela Argentina | Total club    | Total club    | 20    | 0     | 1                | 0                | 0                     | 0                     | 21    | 0     |
| Barracas Central Argentina | 1.ª           | 2022          | 30    | 0     | 2                | 0                | —                     | —                     | 32    | 0     |
| Barracas Central Argentina | 1.ª           | 2023          | 3     | 0     | 0                | 0                | —                     | —                     | 3     | 0     |
| Barracas Central Argentina | Total club    | Total club    | 33    | 0     | 2                | 0                | 0                     | 0                     | 35    | 0     |
| Total carrera              | Total carrera | Total carrera | 53    | 0     | 3                | 0                | 0                     | 0                     | 56    | 0     |